# Bưng Riềng
Bưng Riềng là một xã thuộc huyện Xuyên Mộc, tỉnh Bà Rịa – Vũng Tàu, Việt Nam.

## Địa lý
Xã Bưng Riềng có diện tích 49,99 km², dân số năm 2022 là 6.182 người, mật độ dân số đạt 124 người/km².

## Ảnh
Một số cảnh ở khu nghỉ dưỡng Hồ Cốc thuộc xã Bưng Riềng.

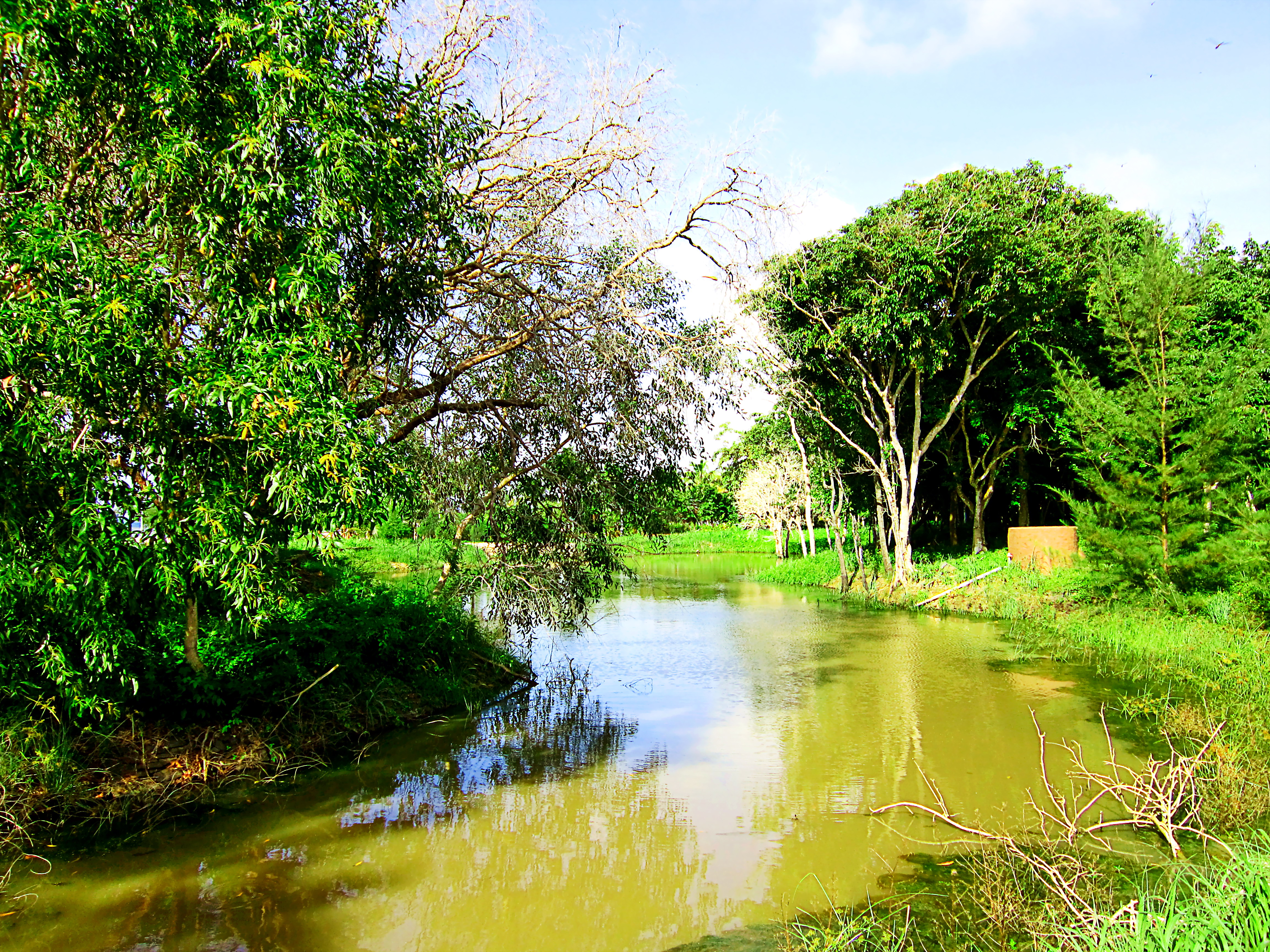
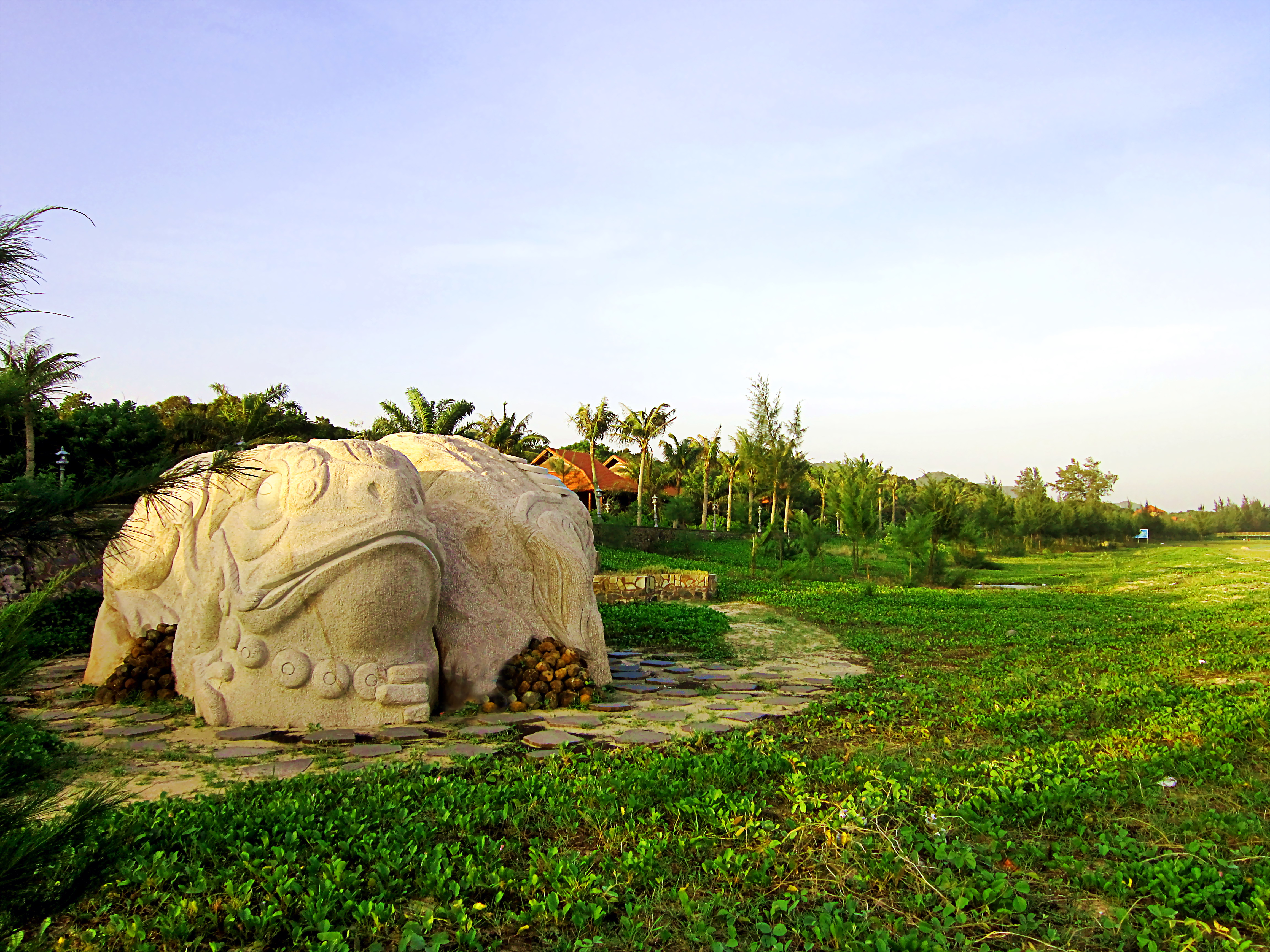
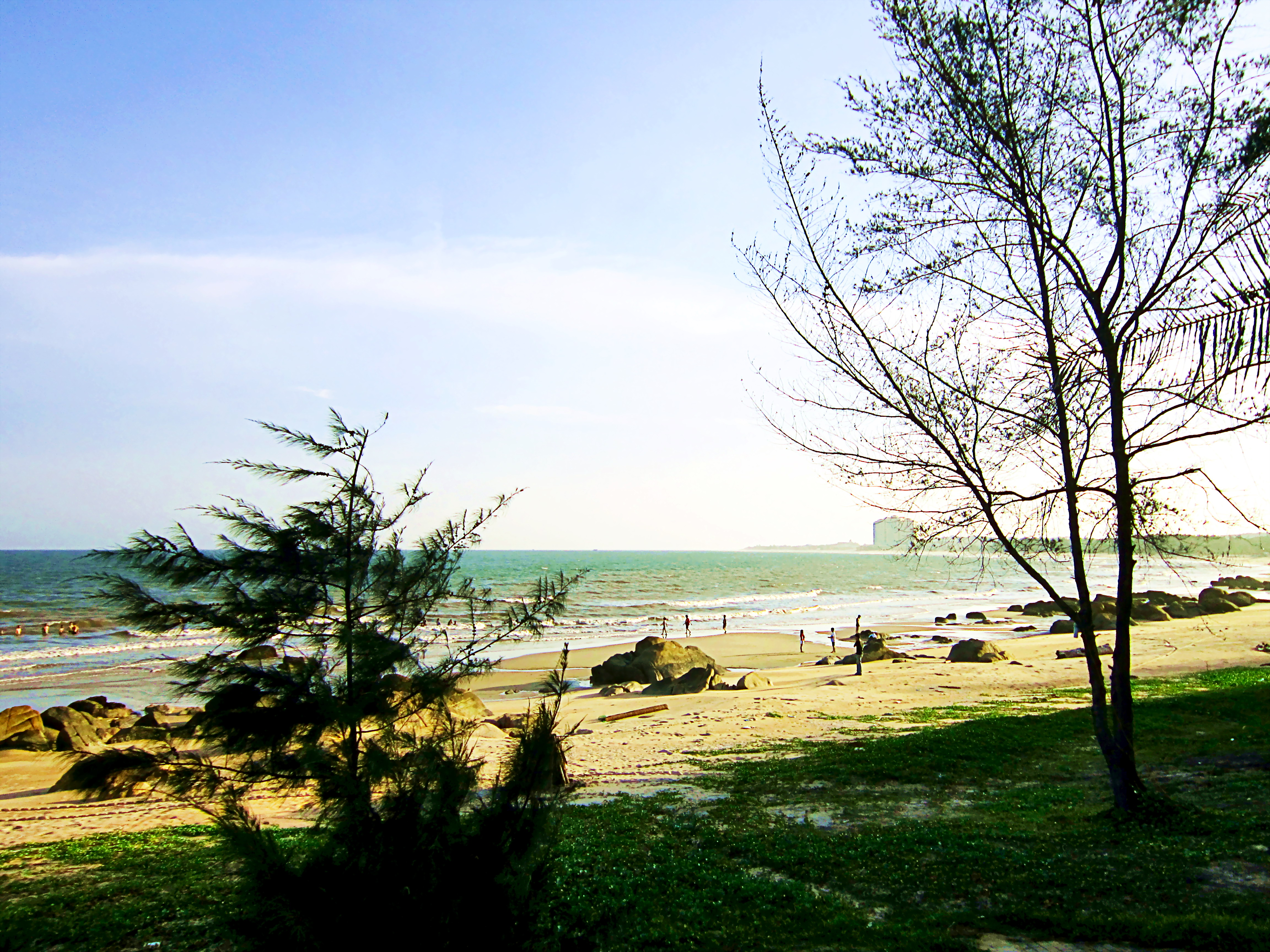